# 乔治·莫雷尔
乔治·莫雷尔（法語：Georges Morel，1938年7月11日—2004年11月21日），法国男子赛艇运动员。他曾代表法国参加1964年夏季奥林匹克运动会赛艇比赛，获得男子双人单桨有舵手银牌。